# Cipriano Efisio Oppo
Cipriano Efisio Oppo (né la 2 juillet 1891 à Rome et mort le 10 janvier 1962  dans la même ville) est un peintre et homme politique italien.

## Biographie

### Jeunesse
Formé à l'Académie des Beaux Arts de Rome, il commence sa carrière comme caricaturiste pour L'Idea Nazionale. À partir de 1910 il se consacre à la peinture, tendant vers le fauvisme, en particulier Henri Matisse. En 1914 il contribue à l'exposition donné par la Sécession Romaine. Il s'aligne ensuite avec la tradition nationale.

### Organisation culturelle
À partir de la première guerre mondiale il se consacre inlassablement à l'organisation de la vie culturelle et artistique italienne.